# Jelena Gatea
Jelena Gatea (* 21. Juni 1995 in Salzburg) ist eine ehemalige österreichische Fußballspielerin.

## Karriere
Gatea begann in der Jugendabteilung des SV Wüstenrot Salzburg gemeinsam mit Jungen mit dem Fußballspielen und setzte es 2007 beim Salzburger Stadtteilverein Lieferinger SV fort. In der Saison 2010/11 kam sie für den USK Hof in 17 Punktspielen in der Bundesliga zum Einsatz, in denen sie zwei Tore erzielte. Ihr Debüt gab sie am 8. August 2010 (1. Spieltag) beim 2:2-Unentschieden im Auswärtsspiel gegen den FC Stattegg. In der Folgesaison bestritt sie 16 Bundesligaspiele für die SG FC Bergheim/USK Hof und erzielte bereits sechs Tore. Am 28. August 2010 (3. Spieltag) erzielte sie bei der 3:5-Niederlage im Auswärtsspiel gegen den LUV Graz mit dem Treffer zum 1:2 in der 36. Minute ihr erstes Tor im Seniorenbereich. In der Saison 2012/13 bestritt sie 16 Bundesligaspiele und erzielte zwei Tore; doch am Saisonende stieg der Verein als Tabellenletzter in die 2. Liga Mitte/West ab. Gatea hingegen wechselte nach Deutschland zum FC Bayern München, für deren zweite Mannschaft sie in der Saison 2013/14 drei Zweitligaspiele bestritt. Sie debütierte am 24. November 2013 (9. Spieltag) bei der 0:2-Niederlage im Auswärtsspiel gegen den SC Sand.
Anschließend kehrte sie zur Saison 2014/15
nach Österreich zur Spielgemeinschaft FC Bergheim/USK Hof zurück und gewann zweimal die Meisterschaft in der 2. Liga Mitte/West, scheiterte in der ersten Saison jedoch in der Relegation zum Aufstieg in die Bundesliga an der Mannschaft der Carinthians – Soccer Women aufgrund der Auswärtstorregel. Im zweiten Jahr setzte sie sich mit der Mannschaft, die sich nunmehr FC Bergheim Damen nannte, in der Relegation zum Aufstieg in die Bundesliga gegen den ASK Erlaa mit 4:3 nach Hin- und Rückspiel durch und stieg zur Saison 2016/17 in die höchste Spielklasse im österreichischen Frauenfußball auf. In ihrer (bislang) letzten Saison kam sie in zwölf Punktspielen, in denen sie drei Tore erzielte, für den FC Bergheim Damen II in der 2. Liga Mitte/West zum Einsatz.

## Erfolge
- Meister 2. Liga Mitte/West 2015, 2016